# Oostenrijk op de Olympische Winterspelen 1972
Tijdens de Olympische Winterspelen van 1972, die in Sapporo (Japan) werden gehouden, nam Oostenrijk voor de keer deel.

## Medailleoverzicht
| Sport       | Olympiër        | Discipline       | Medaille |
| ----------- | --------------- | ---------------- | -------- |
| Kunstrijden | Beatrix Schuba  | vrouwen          | Goud     |
| Alpineskiën | Annemarie Pröll | afdaling (v)     | Zilver   |
| Alpineskiën | Annemarie Pröll | reuzenslalom (v) | Zilver   |
| Alpineskiën | Heini Meßner    | afdaling (m)     | Brons    |
| Alpineskiën | Wiltrud Drexel  | reuzenslalom (v) | Brons    |

## Deelnemers en resultaten

### Alpineskiën
| Olympiër           | Discipline       | Resultaat | Prestatie                       |
| ------------------ | ---------------- | --------- | ------------------------------- |
| Werner Bleiner     | reuzenslalom (m) | 18e       | 3.15,96 (+6,34) 1.34,18+1.41,78 |
| Karl Cordin        | afdaling (m)     | 7e        | 1.53,32 (+1,89)                 |
| Josef Loidl        | afdaling (m)     | 9e        | 1.53,71 (+2,28)                 |
| Josef Loidl        | reuzenslalom (m) | 12e       | 3.14,65 (+5,03) 1.36,26+1.38,39 |
| Josef Loidl        | slalom (m)       | dnf       | opgave                          |
| Alfred Matt        | slalom (m)       | 14e       | 1.53,68 (+4,41) 58,44+55,24     |
| Heini Meßner       | afdaling (m)     | Brons     | 1.52,40 (+0,97)                 |
| Reinhard Tritscher | afdaling (m)     | 31e       | 1.58,05 (+6,62)                 |
| Reinhard Tritscher | reuzenslalom (m) | 8e        | 3.12,39 (+2,77) 1.32,51+1.39,88 |
| Reinhard Tritscher | slalom (m)       | dq        | diskwalificatie                 |
| David Zwilling     | reuzenslalom (m) | 7e        | 3.12,32 (+2,70) 1.32,34+1.39,98 |
| David Zwilling     | slalom (m)       | 7e        | 1.51,97 (+2,70) 57,30+54,67     |
|                    |                  |           |                                 |
| Wiltrud Drexel     | reuzenslalom (v) | Brons     | 1.32,35 (+2,45)                 |
| Wiltrud Drexel     | slalom (v)       | dnf       | opgave                          |
| Gertrud Gabl       | reuzenslalom (v) | dnf       | opgave                          |
| Gertrud Gabl       | slalom (v)       | dnf       | opgave                          |
| Monika Kaserer     | afdaling (v)     | 30e       | 1.42,59 (+5,91)                 |
| Monika Kaserer     | reuzenslalom (v) | 13e       | 1.33,42 (+3,52)                 |
| Monika Kaserer     | slalom (v)       | 7e        | 1.34,36 (+3,12) 47,59+46,77     |
| Annemarie Pröll    | afdaling (v)     | Zilver    | 1.37,00 (+0,32)                 |
| Annemarie Pröll    | reuzenslalom (v) | Zilver    | 1.30,75 (+0,85)                 |
| Annemarie Pröll    | slalom (v)       | 5e        | 1.34,03 (+2,79) 47,20+46,83     |
| Bernadette Rauter  | afdaling (v)     | 9e        | 1.39,84 (+3,16)                 |
| Brigitte Totschnig | afdaling (v)     | 15e       | 1.40,73 (+4,05)                 |

### Bobsleeën
| Olympiër                                                          | Discipline                  | Resultaat | Prestatie                                               |
| ----------------------------------------------------------------- | --------------------------- | --------- | ------------------------------------------------------- |
| Herbert Gruber Josef Oberhauser                                   | 2-mansbob (m) Oostenrijk I  | 8e        | 5.01,60 (+4,53) (1.16,48 / 1.16,34 / 1.14,44 / 1.14,34) |
| Werner Delle Karth Fritz Sperling                                 | 2-mansbob (m) Oostenrijk II | 13e       | 5.05,35 (+8,28) (1.16,99 / 1.17,91 / 1.15,84 / 1.14,61) |
| Herbert Gruber Utz Chwalla Josef Eder Josef Oberhauser            | 4-mansbob (m) Oostenrijk I  | 6e        | 4.45,77 (+2,70) (1.11,20 / 1.12,46 / 1.11,11 / 1.11,00) |
| Werner Delle Karth Werner Moser Walter Delle Karth Fritz Sperling | 4-mansbob (m) Oostenrijk II | 7e        | 4.46,66 (+3,59) (1.11,58 / 1.12,46 / 1.11,16 / 1.11,46) |

### Kunstrijden
| Olympiër       | Discipline | Resultaat | Prestatie                |
| -------------- | ---------- | --------- | ------------------------ |
| Günter Anderl  | mannen     | 15e       | pc. 138,0; 2313,6 punten |
| Beatrix Schuba | vrouwen    | Goud      | pc. 9,0; 2751,5 punten   |
| Sonja Balun    | vrouwen    | 17e       | pc. 148,0; 2260,6 punten |

### Langlaufen
| Olympiër                                                   | Discipline            | Resultaat | Prestatie              |
| ---------------------------------------------------------- | --------------------- | --------- | ---------------------- |
| Josef Hauser                                               | 30 km (m)             | dnf       | opgave                 |
| Herbert Wachter                                            | 15 km (m)             | 42e       | 49.44,13 (+4.15,89)    |
| Herbert Wachter                                            | 30 km (m)             | 33e       | 1:44.45,67 (+8.14,52)  |
| Heinrich Wallner                                           | 15 km (m)             | 38e       | 49.17,97 (+3.49,73)    |
| Heinrich Wallner                                           | 30 km (m)             | 48e       | 1:48.05,42 (+11.34,27) |
| Herbert Wachter Josef Hauser Ulli Öhlböck Heinrich Wallner | 4x10 km estafette (m) | dnf       | opgave                 |

### Noordse combinatie
| Olympiër     | Discipline | Resultaat | Prestatie                                       |
| ------------ | ---------- | --------- | ----------------------------------------------- |
| Ulli Öhlböck | mannen     | 37e       | 320,710 punten schans: 150,9 p 15 km: 169,810 p |

### Rodelen
| Olympiër                      | Discipline | Resultaat | Prestatie                                       |
| ----------------------------- | ---------- | --------- | ----------------------------------------------- |
| Manfred Schmid                | mannen     | 7e        | 3.30,05 (+2,47) (53,06 / 52,80 / 52,19 / 52,00) |
| Josef Feistmantl              | mannen     | 10e       | 3.31,32 (+3,74) (53,18 / 53,11 / 52,52 / 52,51) |
| Rudolf Schmid                 | mannen     | 16e       | 3.33,76 (+6,18) (54,33 / 53,93 / 52,74 / 52,76) |
| Franz Schachner               | mannen     | 23e       | 3.35,62 (+8,04) (54,67 / 54,38 / 53,40 / 53,17) |
| Angelika Schafferer           | vrouwen    | 11e       | 3.04,06 (+4,88) (46,00 / 46,41 / 45,94 / 45,71) |
| Antonia Mayr                  | vrouwen    | 14e       | 3.04,60 (+5,42) (46,15 / 46,36 / 45,97 / 46,12) |
| Margit Graf                   | vrouwen    | 16e       | 3.06,29 (+7,11) (46,89 / 46,92 / 46,25 / 46,23) |
| Manfred Schmid Ewald Walch    | dubbel     | 7e        | 1.29,75 (+1,40) (44,92 / 44,83)                 |
| Rudolf Schmid Franz Schachner | dubbel     | 9e        | 1.30,68 (+2,33) (45,37 / 45,31)                 |

### Schaatsen
| Olympiër         | Discipline | Resultaat | Prestatie        |
| ---------------- | ---------- | --------- | ---------------- |
| Otmar Braunecker | 500 m (m)  | 23e       | 42,14 (+2,70)    |
| Otmar Braunecker | 1500 m (m) | 31e       | 2.14,88 (+11,92) |

### Schansspringen
| Olympiër         | Discipline         | Resultaat | Prestatie                                          |
| ---------------- | ------------------ | --------- | -------------------------------------------------- |
| Reinhold Bachler | normale schans (m) | 29e       | 201,6 punten 100,3 p. (73,5 m) + 101,3 p. (73,5 m) |
| Reinhold Bachler | grote schans (m)   | 24e       | 179,2 punten 88,9 p. (88,5 m) + 90,3 p. (89,5 m)   |
| Max Golser       | normale schans (m) | 36e       | 195,8 punten 95,5 p. (73,0 m) + 100,3 p. (73,5 m)  |
| Max Golser       | grote schans (m)   | 43e       | 153,6 punten 84,9 p. (86,0 m) + 68,7 p. (78,0 m)   |
| Rudi Wanner      | normale schans (m) | 26e       | 205,0 punten 104,4 p. (77,0 m) + 100,6 p. (74,0 m) |
| Rudi Wanner      | grote schans (m)   | 46e       | 152,3 punten 69,6 p. (79,0 m) + 82,7 p. (83,0 m)   |

Argentinië · Australië · België · Bondsrepubliek Duitsland · Bulgarije · Canada · Duitse Democratische Republiek · Filipijnen · Finland · Frankrijk · Griekenland · Groot-Brittannië · Hongarije · Iran · Italië · Japan · Joegoslavië · Libanon · Liechtenstein · Mongolië · Nederland · Nieuw-Zeeland · Noord-Korea · Noorwegen · Oostenrijk · Polen · Roemenië · Sovjet-Unie · Spanje · Taiwan · Tsjecho-Slowakije · Verenigde Staten · Zuid-Korea · Zweden · Zwitserland